# Dragoljevac
Dragolec en albanais et Dragoljevac en serbe latin (en serbe cyrillique : Драгољевац) est une localité du Kosovo située dans la commune/municipalité d'Istog/Istok et dans le district de Pejë/Peć. Selon le recensement kosovar de 2011, elle compte 420 habitants.

## Démographie

### Évolution historique de la population dans la localité
| 1948 | 1953 | 1961 | 1971 | 1981 | 1991 | 2011 |
| ---- | ---- | ---- | ---- | ---- | ---- | ---- |
| 455  | 553  | 655  | 755  | 887  | 962  | 420  |

|  |

### Répartition de la population par nationalités (2011)
En 2011, les Albanais représentaient 78,33 % de la population et les Égyptiens 17,62 %.